# Johann Gottlieb Ferdinand Ronnenberg
Johann Gottlieb Ferdinand Ronnenberg (* vor 1791 in Einbeck; † nach 1812) war ein deutscher Buchhändler sowie Schriftsteller und Übersetzer.

## Leben
Johann Gottlieb Ferdinand Ronnenberg wurde während der Personalunion zwischen Großbritannien und Hannover zur Zeit des Kurfürstentums Braunschweig-Lüneburg in Einbeck geboren.
Nachdem er anfänglich die Kunst des Buchbinders erlernt hatte und sich dann auch wissenschaftlich weitergebildet hatte, ging er anschließend nach Dresden, wo er bei seinem Stiefvater, dem Verleger und Buchhändler Johann Samuel Gerlach, eine Ausbildung als Buchhändler begann. Neben Aufenthalten in Stendal, Gießen und Leipzig blieb er bis 1793 in Dresden. In diesem Zeitraum übersetzte er mehrere Werke aus dem Englischen und dem Französischen.
Ende des 18. Jahrhunderts veröffentlichte er ein für seine Zeit einzigartiges, in Hannover und Leipzig erschienenes und mit fünffarbigen Abbildungen illustriertes Uniformbuch unter dem Titel Abbildungen der Chur-Hannoverschen Armée-Uniformen. Das Werk versah er mit 34 eigenen Zeichnungen, die dann als kolorierte Kupferstiche von Knötel vervielfältigt wurden. Daneben erhielt der Band kurze Abhandlungen zur Geschichte der einzelnen Regimenter und die Namen des Führungspersonals mit dazugehörenden Daten. Das Original des in der Gottfried Wilhelm Leibniz Bibliothek – Niedersächsische Landesbibliothek vorgehaltenen Schrift- und Bildwerkes erschien 1979 als Faksimile-ähnlicher Nachdruck in der Schlüterschen Verlagsanstalt und Druckerei mit einem Nachwort, Erläuterungen und historischen Detailbeschreibungen von Alheidis von Rohr.
1796 ging Ronnenberg nach Basel und vertiefte sein Wissen um den Buchhandel bei Mecheln und Thurneisen. Anschließend wollte er nach Paris gehen, erhielt aber – als Hannoveraner – für Frankreich keinen Pass. In der Folge setzte er von Cuxhaven aus nach England über.
Gegen Ende des 18. Jahrhunderts begab sich Ronnenberg mit dem Segelschiff auf die Insel Barbados im damals britischen Westindien, wo er 1798 lebte.
Anfang des 19. Jahrhunderts veröffentlichte er sein Werk Kur-Sächsische Armee-Uniformen, das erst mit 31 und 1802 mit 33 kolorierten Kupferstichen erschien, zu denen er gemeinsam mit „H. Gerlach“ die Muster gezeichnet hatte, wozu „J. E. Held die Figuren und Vignetten“ beisteuerte.
Johann Gottlieb Ferdinand Ronnenberg verfasste auch einige anonym veröffentlichte Romane.

## Schriften (Auswahl)
- Abbildung der chur-hannoverschen Armée-Uniformen. Kurzgefaßte Geschichte der churhannoverschen Truppen zur Erläuterung der illuminierten Abbildungen der Armée-Uniformen, unveränderter Nachdruck der Ausgabe Hannover und Leipzig, 1791, mit einem Nachwort von Alheidis von Rohr, Hannover: Schlütersche Verlagsanstalt und Druckerei, 1979, ISBN 3-87706-177-X.
- Das Dorf Martinsthal, eine historische Novelle, aus dem Englischen The Village of Martinstal übersetzt, 1797